# Arthrobotrys oudemansii
Arthrobotrys oudemansii är en svampart som beskrevs av M. Scholler, Hagedorn & A. Rubner 2000. Arthrobotrys oudemansii ingår i släktet Arthrobotrys och familjen vaxskålar.   Inga underarter finns listade i Catalogue of Life.